# Partido Suizo del Trabajo
El Partido Suizo del Trabajo, Partido Obrero y Popular o Partido Comunista (en alemán: Partei der Arbeit der Schweiz; en francés: Parti Suisse du Travail - Parti Ouvrier et Populaire; en italiano: Partito Comunista; en romanche: Partida svizra da la lavur) es un partido político de Suiza, de ideología comunista.
Fue fundado en 1944 por el ilegalizado Partido Comunista de Suiza. La asamblea constituyente de la federación se celebró el 21 de mayo de ese mismo año en Basilea. El I Congreso del PST se celebró en Zúrich el 14 y 15 de octubre del mismo año. Léon Nicole fue elegido presidente, y Karl Hofmaier, secretario general.
En los cantones italoparlantes toma el nombre de Partito Comunista ("Partido Comunista" en italiano).

## Objetivos
El Partido del Trabajo se designa a sí mismo como comunista. Entre sus objetivos se recogen:
- contribuir a reunir una amplia mayoría a favor de superar el capitalismo y del desarrollo socialista de la sociedad suiza
- defender y promover los intereses materiales y la cultura de la población de Suiza, basándose en un socialismo democrático e inspirándose en la permanencia del análisis científico de la sociedad y de las tradiciones humanistas, entendidas como el desarrollo libre, pacífico, digno y humano de cada persona como condición del libre desarrollo de todos, y la armonía con la naturaleza y el medio ambiente
- lograr la igualdad de derechos entre mujeres y hombres, y contribuir a liberarlas de toda explotación y sometimiento
- defender y desarrollar los derechos democráticos de todas y todos, en todos los campos
- contribuir a la investigación y consolidación de la paz en el mundo
- desarrollar la solidaridad internacional entre pueblos, entre trabajadoras y trabajadores, entre las mujeres, los hombres y los niños de la tierra, y contribuir a hacer real la igualdad de derechos entre los pueblos y liberarles de toda explotación y sometimiento.

El PST se ve solidario con las capas más débiles de la sociedad, y se sitúa por el reparto de la riqueza y en contra de las privatizaciones.
Se declara heredero crítico de otros movimientos por el socialismo, y de otras luchas de pueblos por su independencia. En sus reflexiones como en sus actos, se apoya en los análisis de Karl Marx y otros teóricos revolucionarios. En su lucha por la defensa de los explotados, toma en consideración las contradicciones entre las clases sociales.

## Resultados en elecciones nacionales
| Año   | Votos        | %     | Consejo Nacional | +/-         | Consejo de los Estados | +/- |
| ----- | ------------ | ----- | ---------------- | ----------- | ---------------------- | --- |
| 1947  | 49.353 (#5)  | 5,1%  | 7/194            |             | 0/44                   |     |
| 1951  | 25.659 (#6)  | 2,7%  | 5/196            | 2           | 0/44                   |     |
| 1955  | 25.060 (#6)  | 2,6%  | 4/196            | 1           | 0/44                   |     |
| 1959  | 26.346 (#6)  | 2,7%  | 3/196            | 1           | 0/44                   |     |
| 1963  | 21.088 (#7)  | 2,2%  | 4/200            | 1           | 0/44                   |     |
| 1967  | 28.723 (#6)  | 2,9%  | 5/200            | 1           | 0/44                   |     |
| 1971  | 51.341 (#8)  | 2,6%  | 5/200            | Sin cambios | 0/44                   |     |
| 1975  | 45.799 (#9)  | 2,4%  | 4/200            | 1           | 0/44                   |     |
| 1979  | 38.187 (#8)  | 2,1%  | 3/200            | 1           | 0/46                   |     |
| 1983  | 17.488 (#12) | 0,9%  | 1/200            | 2           | 0/46                   |     |
| 1987  | 15.528 (#14) | 0,8%  | 1/200            | Sin cambios | 0/46                   |     |
| 1991  | 15.871 (#14) | 0,8%  | 2/200            | 1           | 0/46                   |     |
| 1995  | 22.850 (#13) | 1,2%  | 3/200            | 1           | 0/46                   |     |
| 1999  | 18.569 (#10) | 1,0%  | 2/200            | 1           | 0/46                   |     |
| 2003  | 14.595 (#10) | 0,7%  | 2/200            | Sin cambios | 0/46                   |     |
| 2007  | 17.218 (#10) | 0,7%  | 1/200            | 1           | 0/46                   |     |
| 2011  | 21.482 (#10) | 0,5%  | 0/200            | 1           | 0/46                   |     |
| 2015  | 20.199 (#11) | 0,81% | 1/200            | 1           | 0/46                   |     |
| 2019a | 25.427 (#9)  | 1,05% | 2/200            | 1           | 0/46                   |     |
| 2023a | 18.435 (#9)  | 0,72% | 0/200            | 2           | 0/46                   |     |

a En coalición con Solidaridad